# 劉忠 (成化丙戌進士)
劉忠（1425年—？），字顯仁，江西吉安府永豐縣人，明朝政治人物。進士出身。

## 生平
江西鄉試第十七名。成化二年（1466年）丙戌科會試第二十九名，殿試登進士第三甲第一百六十七名。

## 家族
曾祖劉貴安。祖父劉韞彥。父亲劉公常。